# しゅう (ミュージシャン)
しゅう（1968年9月22日 - ）はミュージシャン、ベーシスト。大阪府出身。本名は松井 秀一郎（まつい しゅういちろう）。近畿大学付属高校、近畿大学出身。

## 来歴
- 1988年、シャ乱Qのベースとしてデビュー。
- 1997年、たいせい、まこととユニット「スーパー!?テンションズ」を結成、メインボーカル担当。
- 1998年12月、未成年女性への暴行が発覚し報道される。その日に出演予定だったミュージックステーションはメンバー4人での出演となった。所属事務所はしゅうの無期限活動休止を発表したが、自らの意思によりシャ乱Qを脱退した。同時にスーパー!?テンションズも解散した。
- 知り合いからの誘いにより都内で「DJ SHU」としての活動や俳優として映画出演などもしたが、後に大阪に戻る。
- 2008年1月、大阪の音楽学校「ハートボイススタジオミュージックスクール」のベース講師に就任[1]。(SHU名義)
- 2009年2月、ドラマーの藤本信之らと関西発のオルタナ・グランジ系ロックバンド「エマルジョンGalaxxy☆」を結成。
- 2010年、星村麻衣のライブにサポートメンバーとして参加[2]。

## 出演

### 映画
- 『盲獣vs一寸法師』（PFFで2001年公開。正式公開は2004年。監督：石井輝男。石井プロダクション作品。）- オカマ役